# Prevotella intermedia
La Prevotella intermedia (precedentemente Bacteroides intermedius) è un batterio gram-negativo, anaerobio obbligato patogeno coinvolto nelle infezioni parodontali, tra cui la gengivite e la parodontite, e spesso presente nella gengivite ulcerosa necrotizzante acuta. È comunemente isolato dagli ascessi dentali, dove predominano gli anaerobi obbligati.
Si ritiene che la Prevotella intermedia sia più diffusa nei pazienti affetti da noma.
La Prevotella intermedia utilizza ormoni steroidei come fattori di crescita, quindi il suo numero è più elevato nelle donne in gravidanza.  È stata isolata anche da donne affette da vaginosi batterica.